# Saison 6 de Skam France
 (juin 2020).
Chronologie
Saison 5 Saison 7
Cet article présente le guide des épisodes de la sixième saison de la web-série française Skam France.
La saison est diffusée en « temps réel » par France.tv Slash du 24 avril 2020 au 26 juin 2020 et sur France 4 chaque semaine, du 25 avril 2020 au 27 juin 2020, dans la nuit du vendredi au samedi en troisième partie de soirée.

## Synopsis de la saison
Cette saison est consacrée au personnage de Lola Lecomte et des problèmes d'addiction mais surtout, de façon plus large, d'autodestruction.

## Distribution

### Acteurs principaux
- Flavie Delangle : Lola Lecomte
- Lula Cotton-Frapier : Daphné Lecomte
- Maxence Danet-Fauvel : Eliott Demaury
- Paul Scarfoglio : Basile Savary
- Ayumi Roux : Maya
- Robin Migné : Arthur Broussard
- Coline Preher : Alexia « Alex » Martineau
- Axel Auriant : Lucas Lallemant
- Léo Daudin : Yann Cazas
- Philippine Stindel : Emma Borgès
- Assa Sylla : Imane Bakhellal
- Laïs Salameh : Sofiane

### Acteurs récurrents et invités
- Louise Malek : Jo
- Sohan Pague : Max
- Quentin Nanou : Sekou
- Lucie Fagedet : Tiff
- Régis Romele : Père de Daphné
- Alain Bouzigues : Proviseur
- Nicolas Grandhomme : Psy
- Luigi Kröner : Paul
- Olivia Côte : L'infirmière
- Frédéric Deleersnyder : Fleuriste
- Isma Kebe : Kévin
- Thibault Gouzarch : Mec mignon du club
- Mael Cordier : Aymeric
- Pepita Bauchy : Char
- Benjamin Egner : Jean Le Govello
- Augustin Ruhabura : Le prêtre
- Marilyn Lima : Manon Demissy
- Michel Biel : Charles Munier

## Équipe technique
- Créatrice : Julie Andem
- Réalisateur : David Hourrègue
- Adaptation : Cyril Tysz, Clémence Lebatteux, Karen Guillorel, Julien Capron
- Scénarios : Niels Rahou, Clémence Lebatteux, Marine Josset, Fanny Talmone, Jean-Baptiste Vandroy, Delphine Agut, Charlotte Vecchiet, Anaïs Topla, Louise Groult,

## Liste des épisodes
1. Presque parfaite
2. La Mif
3. L'Une pour l'autre
4. La Descente
5. Un, deux, trois
6. Un grand vide
7. Mise au point
8. Virage
9. La Rechute
10. L'Ombre et la lumière

### Épisode 1:Presque parfaite
- France : 
  - 24 avril 2020 à 18 h sur France.tv
  - 25 avril 2020 à 0 h 55 sur France 4

### Épisode 2:La Mif
- France : 
  - 1er mai 2020 à 18 h sur France.tv
  - 2 mai 2020 à 3 h 15 sur France 4

### Épisode 3:L'Une pour l'autre
- France : 
  - 8 mai 2020 à 18 h sur France.tv
  - 9 mai 2020 à 3 h 45 sur France 4

### Épisode 4:La Descente
- France : 
  - 15 mai 2020 à 18 h sur France.tv
  - 16 mai 2020 à 2 h 20 sur France 4

### Épisode 5:Un, deux, trois
- France : 
  - 22 mai 2020 à 18 h sur France.tv
  - 23 mai 2020 à 0 h 55 sur France 4

### Épisode 6:Un grand vide
- France : 
  - 29 mai 2020 à 18 h sur France.tv
  - 30 mai 2020 à 1 h 30 sur France 4

### Épisode 7:Mise au point
- France : 
  - 5 juin 2020 à 18 h sur France.tv
  - 6 juin 2020 à 2 h 5 sur France 4

### Épisode 8:Virage
- France : 
  - 12 juin 2020 à 18 h sur France.tv
  - 13 juin 2020 à 1 h sur France 4

### Épisode 9:La Rechute
- France : 
  - 19 juin 2020 à 18 h sur France.tv
  - 20 juin 2020 à 2 h 20 sur France 4

### Épisode 10:L'Ombre et la lumière
- France : 
  - 26 juin 2020 à 18 h sur France.tv
  - 27 juin 2020 à 3 h 15 sur France 4